# Lista över ben i människans skelett

Människans skelett

Detta är en lista över ben i människans skelett.

## Axialskelett

### Kranium
I kraniet eller skallen (cranium) finns 28–29 ben. Kraniet ledar till ryggraden i atlantooccipitalleden. I kraniet är det bara underkäken som är mobil. Tungbenet i halsen är det enda ben i kroppen (förutom enstaka sesamben) som inte ledar till något annat ben.
| Svenska                  | Latin                       | Antal ben | Leder Suturer | Muskler                                      |
| Hjärnskål                | Neurocranium                | 8         | —             | Kraniets muskler Mimiska muskler Tuggmuskler |
| ------------------------ | --------------------------- | --------- | ------------- | -------------------------------------------- |
| Pannben                  | Os frontale                 | 1         | 12            | Kraniets muskler Mimiska muskler Tuggmuskler |
| Hjässben                 | Os parietale                | 2         | 5             | Kraniets muskler Mimiska muskler Tuggmuskler |
| Tinningben               | Os temporale                | 2         | 5             | Kraniets muskler Mimiska muskler Tuggmuskler |
| Kilben                   | Os sphenoidale              | 1         | 12            | Kraniets muskler Mimiska muskler Tuggmuskler |
| Silben                   | Os ethmoidale               | 1         | 15            | Kraniets muskler Mimiska muskler Tuggmuskler |
| Nackben                  | Os occipitale               | 1         | 6             | Kraniets muskler Mimiska muskler Tuggmuskler |
| Ansiktsskelett           | Viscerocranium              | 20–21     | —             | Kraniets muskler Mimiska muskler Tuggmuskler |
| Okben Kindben Kindknota  | Os zygomaticum              | 2         | 4             | Kraniets muskler Mimiska muskler Tuggmuskler |
| Överkäksben (överkäke)   | Os maxillaris (maxilla)     | 2 (1)     | 9 (16)        | Kraniets muskler Mimiska muskler Tuggmuskler |
| Näsben                   | Os nasale                   | 2         | 4             | Kraniets muskler Mimiska muskler Tuggmuskler |
| Tårben                   | Os lacrimale                | 2         | 4             | Kraniets muskler Mimiska muskler Tuggmuskler |
| Gomben                   | Os palatinum                | 2         | 6             | Kraniets muskler Mimiska muskler Tuggmuskler |
| Undre näsmusslan         | Concha nasalis inferior     | 2         | 4             | Kraniets muskler Mimiska muskler Tuggmuskler |
| Plogben                  | Vomer                       | 1         | 6             | Kraniets muskler Mimiska muskler Tuggmuskler |
| Tungben                  | Os hyoideum                 | 1         | 0             | Kraniets muskler Mimiska muskler Tuggmuskler |
| Hammaren                 | Malleus                     | 2         | —             | Kraniets muskler Mimiska muskler Tuggmuskler |
| Städet                   | Incus                       | 2         | —             | Kraniets muskler Mimiska muskler Tuggmuskler |
| Stigbygeln               | Stapes                      | 2         | —             | Kraniets muskler Mimiska muskler Tuggmuskler |
| (Underkäksben) underkäke | (Os mandibularis) mandibula | (2) 1     | (3) 2         | Kraniets muskler Mimiska muskler Tuggmuskler |

### Ryggrad
I ryggraden eller kotpelaren (columna vertebralis) finns totalt 33 ryggkotor (vertebrae), varav 24 utgör självständiga ben och kallas de "presakrala" kotorna.
| Svenska                    | Latin                             | Antal ben | Leder | Muskler                                                                            |
| Halskotor (cervikalkotor)  | Vertebrae cervicales              | 7         | 8     | Ryggradens muskler Djupa ryggmuskler Ytliga ryggmuskler Övre extremitetens muskler |
| -------------------------- | --------------------------------- | --------- | ----- | ---------------------------------------------------------------------------------- |
| Ringkota (atlaskota)       | Atlas                             | 1         | 2     | Ryggradens muskler Djupa ryggmuskler Ytliga ryggmuskler Övre extremitetens muskler |
| Tappkota (axis)            | Axis                              | 1         | 2     | Ryggradens muskler Djupa ryggmuskler Ytliga ryggmuskler Övre extremitetens muskler |
| Bröstkotor (thorakalkotor) | Vertebrae thoracicae              | 12        | 13    | Ryggradens muskler Djupa ryggmuskler Ytliga ryggmuskler Övre extremitetens muskler |
| Ländkotor (lumbalkotor)    | Vertebrae lumbales                | 5         | 6     | Ryggradens muskler Djupa ryggmuskler Ytliga ryggmuskler Övre extremitetens muskler |
| Korsben (sakralkotor)      | Os sacrum (Vertebrae sacrales)    | 1 (5)     | 3 (6) | Ryggradens muskler Djupa ryggmuskler Ytliga ryggmuskler Övre extremitetens muskler |
| Svansben (svanskotor)      | Os coccygis (Vertebrae coccygeae) | 1 (5)     | 1 (5) | Ryggradens muskler Djupa ryggmuskler Ytliga ryggmuskler Övre extremitetens muskler |

### Bröstkorg
Cirka 25 st.
| Svenska                                   | Latin                                             | Antal ben   | Leder    | Muskler                                                                                   |
| ----------------------------------------- | ------------------------------------------------- | ----------- | -------- | ----------------------------------------------------------------------------------------- |
| Bröstben                                  | Sternum (manubrium, corpus, processus xiphoideus) | 1 (3)       | 16 (18)* | Revbensmuskler Djupa ryggmuskler Ytliga ryggmuskler Övre extremitetens muskler Bukmuskler |
| Revben                                    | Costae                                            | 24 (2 × 12) | 1–3*     | Revbensmuskler Djupa ryggmuskler Ytliga ryggmuskler Övre extremitetens muskler Bukmuskler |
| * Via revbensbrosket (cartilago costalis) |                                                   |             |          |                                                                                           |

## Nedre extremiteten

### Bäcken
Hos en fullvuxen människa består bäckenet av fyra ben. Höftbenet består dock fram till puberteten av tre separata ben.
| Svenska                                             | Latin                                    | Antal ben | Leder  | Muskler           |
| --------------------------------------------------- | ---------------------------------------- | --------- | ------ | ----------------- |
| Höftben (tarmben, sittben, blygdben)                | Os coxae (os ilium, os ischii, os pubis) | 1–3*      | 5 (7)* | Bäckenets muskler |
| Korsben                                             | Os sacrum                                | 1         | 4      | Bäckenets muskler |
| Svansben                                            | Os coccygis                              | 1         | 1      | Bäckenets muskler |
| * Eventuella leder i kors- och svansbenet oräknade. |                                          |           |        |                   |

### Ben
4 × 2 st.
| Svenska | Latin      | Antal ben | Leder | Muskler                                             |
| ------- | ---------- | --------- | ----- | --------------------------------------------------- |
| Lårben  | Os femoris | 2         | 2–4   | Höftledens muskler Knäledens muskler Fotens muskler |
| Knäskål | Patella    | 2         | 1     | Höftledens muskler Knäledens muskler Fotens muskler |
| Skenben | Tibia      | 2         | 4     | Höftledens muskler Knäledens muskler Fotens muskler |
| Vadben  | Fibula     | 2         | 3     | Höftledens muskler Knäledens muskler Fotens muskler |

### Fot
Vardera fot (pes) innehåller 26 mindre ben.
| Svenska                                    | Latin                                  | Antal ben   | Leder       | Muskler        |
| Fotrot                                     | Tarsus                                 | 14 (2 × 7)  | —           | Fotens muskler |
| Mellanfot                                  | Metatarsus                             | 10 (2 × 5)  | —           | Fotens muskler |
| Tå                                         | Digit pedis                            | 10 (2 × 5)  | 28 (2 × 14) | Fotens muskler |
| Tåfalang (Grund-, mellan- och ytterfalang) | Phalanx proximalis, media och distalis | 28 (2 × 14) | 1–2         | Fotens muskler |
| ------------------------------------------ | -------------------------------------- | ----------- | ----------- | -------------- |

## Övre extremiteten
I vardera arm finns 32 ben varav 27 finns i handen och två utgör skuldergördeln.

### Skuldergördel
I skuldergördeln (cingulum extremitatis superioris) finns 4 ben och 8 leder.
| Svenska     | Latin     | Antal ben | Leder | Muskler                                                                                      |
| ----------- | --------- | --------- | ----- | -------------------------------------------------------------------------------------------- |
| Skulderblad | Scapula   | 2         | 2     | Skulderbladets muskler Skuldergördelns muskler Axelledens muskler Övre extremitetens muskler |
| Nyckelben   | Clavicula | 2         | 3     | Skulderbladets muskler Skuldergördelns muskler Axelledens muskler Övre extremitetens muskler |

### Arm
I vardera arm finns tre ben och sex leder.
| Svenska     | Latin   | Antal ben | Leder | Muskler |
| ----------- | ------- | --------- | ----- | --- |
| Överarmsben | Humerus | 2         | 3     | Övre extremitetens muskler Skuldergördelns muskler Axelledens muskler Armbågsledens muskler Handens muskler |
| Armbågsben  | Ulna    | 2         | 3(–4) | Övre extremitetens muskler Skuldergördelns muskler Axelledens muskler Armbågsledens muskler Handens muskler |
| Strålben    | Radius  | 2         | 3(–4) | Övre extremitetens muskler Skuldergördelns muskler Axelledens muskler Armbågsledens muskler Handens muskler |

### Hand
I vardera hand (Manus) finns 27 ben.
| Svenska      | Latin            | Antal ben   | Leder           | Muskler         |
| Handlov      | Carpus           | 16 (2 × 8)  | —               | Handens muskler |
| Mellanhand   | Metacarpus       | 10 (2 × 5)  | 20 (2 × 10) (?) | Handens muskler |
| Finger       | Digiti manus     | 10 (2 × 5)  | 38 (2 × 19) (?) | Handens muskler |
| Fingerfalang | Phalangeae manus | 28 (2 × 14) | 28 (2 × 14)     | Handens muskler |
| ------------ | ---------------- | ----------- | --------------- | --------------- |